# Gabriel Fino Noriega
Gabriel Fino Noriega (1966 - San Juan Pueblo Nuevo, 3 de julio de 2009) fue un periodista y locutor de radio hondureño , que presentaba el informativo de Radio Estelar. También trabajó para Radio America (Honduras). Murió a causa de un tiroteo en San Juan Pueblo Nuevo en los primeros días del Golpe de Estado en Honduras de 2009.

## Muerte
Gabriel Fino Noriega se manifestó a favor de la IV Asamblea Constituyente y en contra de la destitución de Manuel Zelaya Rosales el 28 de junio de 2009. Sectores de la sociedad estaban divididos ante las acciones del 28 de junio y se solidarizaron con la Resistencia que calificó la destitución como un golpe y otros factores de la sociedad, incluidos los poderes gubernamentales, dijeron que se trataba de una destitución constitucional de la presidencia.
Gabriel Fino Noriega fue asesinado por un atacante no identificado con once balas el 3 de julio cuando dejaba su puesto de trabajo.  El periodista murió mientras era trasladado al hospital local.
La ONG COFADEH atribuyó el asesinato al golpe del estado, y una misión internacional de derechos humanos consideró que esta afirmación era una línea de investigación útil. Esta misión consideró los puntos de vista políticos de Noriega para ofrecer una línea de investigación para comprender la muerte, pero no hubo pruebas suficientes de que el motivo del asesinato fuera político. Radio América, su empresa y la policía descartaron la política como motivo de su muerte y relacionaron su asesinato con enemigos personales o con algún trabajo periodístico de Noriega. Otro motivo considerado por los teóricos locales para su asesinato fue el periodismo, según el portavoz de la Policía local, César Wilfredo Ardón.
El 22 de marzo de 2021, la Fiscalía Especial de Delitos Contra la Vida y la Dirección General de Medicina Forense decretaron la exhumación de Gabriel Fino Noriega, que estaba enterrado en el cementerio de San Juan Pueblo para determinar la causa de la muerte.